# Hyperolius semidiscus
Espèce
Synonymes
- Hyperolius horstockii semidiscus Hewitt, 1927

Statut de conservation UICN

 LC  : Préoccupation mineure
Hyperolius semidiscus est une espèce d'amphibiens de la famille des Hyperoliidae.

## Répartition
Cette espèce se rencontre jusqu'à 1 000 m d'altitude en Afrique australe, :
- dans le Sud et l'Est de l'Afrique du Sud, à Baviaanskloof Mega Reserve dans la province de Cap-Oriental, à Nelspruit dans la province de Mpumalanga en passant par la province du KwaZulu-Natal ;
- En Eswatini.

Elle pourrait être présente au Mozambique.

## Publication originale
- Hewitt, 1927 : Further descriptions of reptiles and batrachians from South Africa. Record of the Albany Museum, Grahamstown, vol. 3, p. 371-415.